# New Market (Wirginia)
New Market – miasto w Stanach Zjednoczonych, w stanie Wirginia, w hrabstwie Shenandoah.